# Підкоришник
Підкори́шник (Certhia) — рід горобцеподібних птахів, що разом із гримперією (Salpornis spilonotus) складає родину підкоришникових (Certhiidae). Ці птахи поширені в помірних широтах північної півкулі. Зазвичай це осілі птахи, що здійснюють лише кочівлі на разні висоти, характерні перш за все для гімалайських видів.

## Опис
Підкоришники — невеликі птахи, що мешкають у лісах і дуже подібні за зовнішнім виглядом (що навіть викликає проблеми з ідентифікацією), коричневого кольору зі смужками зверху та білі знизу. Дзьоби загострені та загнуті донизу, за допомогою них птахи здатні діставати комах з-під кори дерев. Пір'їни хвоста жорсткі, загострені, подібно до дятлів та дереволазів вони використовуються для підтримки тіла на вертикальній поверхні дерев. Пір'я хвоста часто линяє, при цьому спочатку випадають всі пір'їни крім двох центральних, які випадають лише коли решта досягає повної довжини, дозволяючи птаху утримуватися на дереві весь час.

## Види
Рід містить 9 видів:
- Підкоришник американський (C. americana)
- Підкоришник короткопалий (C. brachydactyla)
- Підкоришник вохристий (C. discolor)
- Підкоришник звичайний (C. familiaris)
- Підкоришник гімалайський (C. himalayana)
- Підкоришник високогірний (C. hodgsoni)
- Підкоришник маніпурський (C. manipurensis)
- Підкоришник непальський (C. nipalensis)
- Підкоришник сичуанський (C. tianquanensis)